# Coppa di Grecia 2019-2020 (pallacanestro maschile)
La Coppa di Grecia 2019-2020  è la 45ª Coppa di Grecia di pallacanestro maschile.

## Squadre
Partecipano le 62 squadre iscritte alla A1 Ethniki, A2 Ethniki e B Ethniki. Le prime squadre classificatesi nei primi sei posti al termine della Basket League 2018-2019 entrano in gioco solo ai quarti di finale, le altre squadre partecipanti alla Basket League 2019-2020 entrano nella fase B, per sfidarsi per i due posti restanti insieme a tutte le altre.

## Partite

### Fase A

#### Primo turno
| Squadra 1                 | Risultato | Squadra 2             |
| ------------------------- | --------- | --------------------- |
| Ethnikos Piraeus          | 70 - 64   | Megaridas             |
| A.O. Aigaleō              | 84 - 98   | A.E. Pentelis         |
| Ionikos Neas Filadelfeias | 79 - 81   | A.C. Doukas           |
| Papagou                   | 73 - 68   | Panerithraikos A.S.   |
| Proteas Voulas            | 84 - 65   | OFI Creta             |
| Esperos Kallitheas        | 72 - 49   | Amarousiou            |
| Panelefsiniakos           | 73 - 68   | K.A.O. Melissia       |
| A.S. Lokros Atalanti      | 64 - 77   | G.S. Mandraikos       |
| S.A. Stratoniou           | 93 - 83   | PAS Giannina          |
| G.S. Farsalon             | 73 - 44   | S.A. Europi 87        |
| X.A.N. Salonicco          | 68 - 83   | Machites Doxas Pefkon |
| Doxa Lefkadas             | 71 - 62   | K.S. Gefyras          |
| G.A.S. Komotini           | 66 - 73   | MAS Ermis Lagkada     |
| Eukarpias                 | 74 - 83   | Aias Evosmou          |
| Esperos Lamias            | 89 - 76   | Filippos Verias       |
| Proteas Grevena           | 56 - 68   | Kavala                |

#### Secondo turno
| Squadra 1             | Risultato | Squadra 2                |
| --------------------- | --------- | ------------------------ |
| Esperos Lamias        | 77 - 94   | Koroivos Amaliadas       |
| Panelefsiniakos       | 63 - 111  | Diagoras Dryopideon      |
| A.E. Pentelis         | 60 - 76   | Anatolia Thessaloniki    |
| Esperos Kallitheas    | 74 - 79   | Psychiko                 |
| A.C. Doukas           | 49 - 85   | G.S. Charilaos Trikoupīs |
| Doxa Lefkadas         | 65 - 82   | Pagrati Atene            |
| Papagou               | 62 - 58   | Apollon Patrasso         |
| G.S. Farsalon         | 20 - 0    | Ippokratis Kos           |
| Ethnikos Piraeus      | 60 - 73   | Amyntas                  |
| Machites Doxas Pefkon | 56 - 90   | Karditsas                |
| Proteas Voulas        | 73 - 79   | Dafni Dafniou            |
| Kavala                | 81 - 71   | A.O. Agriniou            |
| S.A. Stratoniou       | 73 - 88   | G.S. Eleftheroupolis     |
| Aias Evosmou          | 60 - 45   | Triton Atene             |
| MAS Ermis Lagkada     | 58 - 64   | Olympiakos B             |
| G.S. Mandraikos       | 83 - 82   | OIAX Naupiou             |

#### Terzo turno
| Squadra 1            | Risultato | Squadra 2                |
| -------------------- | --------- | ------------------------ |
| Olympiakos B         | 76 - 91   | Anatolia Thessaloniki    |
| Koroivos Amaliadas   | 93 - 89   | Pagrati Atene            |
| Papagou              | 77 - 66   | Aias Evosmou             |
| Karditsas            | 93 - 96   | Amyntas                  |
| Kavala               | 80 - 87   | Dafni Dafniou            |
| G.S. Farsalon        | 64 - 91   | G.S. Charilaos Trikoupīs |
| G.S. Mandraikos      | 65 - 59   | Psychiko                 |
| G.S. Eleftheroupolis | 71 - 77   | Diagoras Dryopideon      |

### Fase B

#### Primo turno
| Squadra 1                | Risultato | Squadra 2          |
| ------------------------ | --------- | ------------------ |
| Iōnikos Nikaias          | 73 - 79   | Kolossos Rodi      |
| G.S. Mandraikos          | 56 - 79   | Lavrio             |
| Anatolia Thessaloniki    | 67 - 77   | Larisa             |
| Dafni Dafniou            | 87 - 76   | Koroivos Amaliadas |
| Aris Salonicco           | 63 - 64   | Īraklīs Salonicco  |
| Papagou                  | 62 - 81   | Rethymno           |
| G.S. Charilaos Trikoupīs | 71 - 80   | Paniōnios          |
| Diagoras Dryopideon      | 90 - 73   | Amyntas            |

#### Secondo turno
| Squadra 1           | Risultato | Squadra 2         |
| ------------------- | --------- | ----------------- |
| Diagoras Dryopideon | 93 - 72   | Paniōnios         |
| Kolossos Rodi       | 73 - 56   | Lavrio            |
| Dafni Dafniou       | 63 - 83   | Larisa            |
| Rethymno            | 81 - 70   | Īraklīs Salonicco |

#### Terzo turno
| Squadra 1           | Risultato | Squadra 2     |
| ------------------- | --------- | ------------- |
| Rethymno            | 75 - 65   | Kolossos Rodi |
| Diagoras Dryopideon | 95 - 75   | Larisa        |

### Fase C

#### Tabellone
|  | Quarti di finale    | Quarti di finale    | Quarti di finale |           |                     | Semifinali          | Semifinali | Semifinali |  |  | Finale | Finale | Finale |  |
|  |                     |                     |                  |           |                     |                     |            |            |  |  |        |        |        |  |
|  | Promitheas          | Promitheas          | 81               |           |                     |                     |            |            |  |  |        |        |        |  |
|  | Promitheas          | Promitheas          | 81               |           |                     |                     |            |            |  |  |        |        |        |  |
|  | Panathīnaïkos       | Panathīnaïkos       | 79               |           |                     |                     |            |            |  |  |        |        |        |  |
|  | Panathīnaïkos       | Panathīnaïkos       | 79               |           | Promitheas          | Promitheas          | 67         |            |  |  |        |        |        |  |
|  |                     |                     |                  |           | Promitheas          | Promitheas          | 67         |            |  |  |        |        |        |  |
|  |                     |                     | Peristeri        | Peristeri | 61                  |                     |            |            |  |  |        |        |        |  |
|  | Peristeri           | Peristeri           | Peristeri        | Peristeri | 61                  | 57                  |            |            |  |  |        |        |        |  |
|  | Peristeri           | Peristeri           |                  |           |                     |                     |            |            |  |  |        |        |        |  |
|  | Ifaistos Limnou     | Ifaistos Limnou     | 51               |           |                     |                     |            |            |  |  |        |        |        |  |
|  | Ifaistos Limnou     | Ifaistos Limnou     | 51               |           | Promitheas          | Promitheas          | 57         |            |  |  |        |        |        |  |
|  |                     |                     |                  |           |                     |                     |            |            |  |  |        |        |        |  |
|  |                     |                     | AEK Atene        | AEK Atene | 61                  |                     |            |            |  |  |        |        |        |  |
|  | Diagoras Dryopideon | Diagoras Dryopideon | AEK Atene        | AEK Atene | 61                  | 81                  |            |            |  |  |        |        |        |  |
|  | Diagoras Dryopideon | Diagoras Dryopideon |                  |           |                     |                     |            |            |  |  |        |        |        |  |
|  | PAOK Salonicco      | PAOK Salonicco      | 66               |           |                     |                     |            |            |  |  |        |        |        |  |
|  | PAOK Salonicco      | PAOK Salonicco      | 66               |           | Diagoras Dryopideon | Diagoras Dryopideon | 71         |            |  |  |        |        |        |  |
|  |                     |                     |                  |           | Diagoras Dryopideon | Diagoras Dryopideon | 71         |            |  |  |        |        |        |  |
|  |                     |                     | AEK Atene        | AEK Atene | 89                  |                     |            |            |  |  |        |        |        |  |
|  | AEK Atene           | AEK Atene           | AEK Atene        | AEK Atene | 89                  | 71                  |            |            |  |  |        |        |        |  |
|  | AEK Atene           | AEK Atene           |                  |           |                     |                     |            |            |  |  |        |        |        |  |
|  | Rethymno            | Rethymno            | 61               |           |                     |                     |            |            |  |  |        |        |        |  |